# Wojewodowie krakowscy

## Wojewodowie (Palatyni) i wojewodowieKsięstwa krakowskiego
| Monarcha | #  | Wojewoda              | Portret | Herb | Czas sprawowania urzędu | Lata życia                 |
| --- | -- | --------------------- | ------- | ---- | ----------------------- | -------------------------- |
| Władysław I Herman/ Zbigniew/ Bolesław III Krzywousty | 1  | Sieciech              |         |      | ok. 1080 – ok. 1100     | XI w. – po 1100            |
| Zbigniew/ Bolesław III Krzywousty | 2  | Skarbimir (Skarbek)   |         |      | do 1117                 | zm. 16 kwietnia przed 1132 |
| Bolesław III Krzywousty | 3  | Piotr Włostowic       |         |      | 1117 – 1121             | ok. 1080 – 1153            |
| Bolesław III Krzywousty | 4  | Skarbimir (Skarbek)   |         |      | 1121 – 1131             | zm. 16 kwietnia przed 1132 |
| Bolesław III Krzywousty/ Władysław II Wygnaniec/ Bolesław IV Kędzierzawy | 5  | Piotr Włostowic       |         |      | 1132 – 1153             | ok. 1080 – 1153            |
| Bolesław IV Kędzierzawy | 6  | Klemens               |         |      | 1153 – 1168             | 1123 – 1168                |
| Bolesław IV Kędzierzawy/ Mieszko III Stary/ Kazimierz II Sprawiedliwy/ Mieszko III Stary/ Kazimierz II Sprawiedliwy/ Leszek I Biały/ Mieszko III Stary/ Leszek I Biały/ Mieszko III Stary | 7  | Mikołaj Gryfita       |         |      | 1168 – 1202             | zm. 1202                   |
| Władysław III Laskonogi/ Leszek I Biały/ Mieszko IV (I) Plątonogi/ Leszek I Biały/ Henryk I Brodaty/ Leszek I Biały                                                                       | 8  | Marek z Brzeźnicy     |         |      | 1202 – 1226             | 1176 – 1226                |
| Leszek I Biały/ Władysław III Laskonogi/ Konrad I mazowiecki/ Henryk I Brodaty | 9  | Teodor Gryfita        |         |      | 1226 – 1237             | zm. 1237                   |
| Henryk I Brodaty/ Henryk II Pobożny | 10 | Włodimierz            |         |      | 1237 – 1241             | 1191 – 1241                |
| Bolesław II Rogatka/ Konrad I mazowiecki/ Bolesław V Wstydliwy | 11 | Klemens z Ruszczy     |         |      | 1241 – 1256             | zm. 1256                   |
| Bolesław V Wstydliwy | 12 | Klemens Latoszyński   |         |      | 1256 – 1265             | 1213 – 1265                |
| Bolesław V Wstydliwy | 13 | Mikołaj, syn Mściwoja |         |      | 1265 – 1268             | zm. po 1268                |
| Bolesław V Wstydliwy | 14 | Sulisław z Branic     |         |      | 1268 – 1279             | 1232 – 1283                |
| Bolesław V Wstydliwy/ Leszek II Czarny | 15 | Piotr Bogoria         |         |      | 1279 – 1282             | zm. ok. 1287               |
| Leszek II Czarny/ Bolesław II mazowiecki/ Henryk IV Prawy/ Bolesław II mazowiecki/ Władysław I Łokietek/ Henryk IV Prawy                                                                  | 16 | Mikołaj Lagiewnicki   |         |      | 1282 – 1290             | 1245 – 1290                |
| Henryk IV Prawy/ Przemysł II/ Wacław II/ Wacław III | 17 | Mikołaj Lis           |         |      | 1290 – 1306             | zm. 1316/1317              |
| Wacław III/ Władysław I Łokietek | 18 | Wierzbięta z Ruszczy  |         |      | 1306 – 1310             | zm. po 1310                |
| Władysław I Łokietek | 19 | Tomisław Mokrski      |         |      | 1310 – 1320             | 1276 – 1326                |
| Władysław I Łokietek | 20 | Spycimir Leliwita     |         |      | 1320 – 1331             | zm. ok. 1352               |
| Władysław I Łokietek/ Kazimierz III Wielki | 21 | Mikołaj Bogoria       |         |      | 1331 – 1338             | zm. 1338                   |
| Kazimierz III Wielki | 22 | Andrzej               |         |      | 1338 – 1354             | 1309 – 1354                |
| Kazimierz III Wielki | 23 | Mścigniew Czelej      |         |      | 1354 – 1357             | 1298 – 1357                |
| Kazimierz III Wielki | 24 | Imram                 |         |      | 1357 – ok. 1359         | zm. ok. 1359               |

## Wojewodowiewojewództwa krakowskiegoKrólestwa PolskiegoiI Rzeczypospolitej
| Monarcha                                                             | #  | Wojewoda                              | Portret | Herb | Czas sprawowania urzędu             | Lata życia                                                           |
| -------------------------------------------------------------------- | -- | ------------------------------------- | ------- | ---- | ----------------------------------- | -------------------------------------------------------------------- |
| Kazimierz III Wielki                                                 | 1  | Andrzej Tęczyński                     |         |      | ok. 1359 – 1366                     | zm. 1368                                                             |
| Kazimierz III Wielki/ Ludwik I Węgierski                             | 2  | Dobiesław Kurozwęcki                  |         |      | 1366/1367 – 1380                    | ok. 1320 – 28 sierpnia 1397                                          |
| Ludwik I Węgierski/ Jadwiga Andegaweńska/ Władysław II Jagiełło      | 3  | Spytko z Melsztyna                    |         |      | 1380/1384 – 1399                    | ok. 1364 – 12/16 sierpnia 1399                                       |
| Władysław II Jagiełło                                                | 4  | Jan z Tarnowa                         |         |      | 1401 – 1406                         | ur. przed 1349 – 1409                                                |
| Władysław II Jagiełło                                                | 5  | Piotr Kmita                           |         |      | 1406 – 1409                         | ur. ok. 1348 – 1409                                                  |
| Władysław II Jagiełło                                                | 6  | Jan Tarnowski                         |         |      | 1410 – 1432                         | ur. ok. 1367 – 1432/1433                                             |
| Władysław II Jagiełło/ Władysław III Warneńczyk                      | 7  | Piotr Szafraniec                      |         |      | 1433 – 1437                         | zm. 22 lutego 1437                                                   |
| Władysław III Warneńczyk                                             | 8  | Jan Czyżowski                         |         |      | 1437 – 1438                         | 1373 – 19/25 maja 1458                                               |
| Władysław III Warneńczyk/ Kazimierz IV Jagiellończyk                 | 9  | Jan z Tęczyna                         |         |      | 1438 – 1459                         | Pomiędzy 1408 a 1410 – 6 lipca 1470                                  |
| Kazimierz IV Jagiellończyk                                           | 10 | Jan Pilecki                           |         |      | 1459 – 1472                         | ok. 1405 – 1476                                                      |
| Kazimierz IV Jagiellończyk                                           | 11 | Dziersław z Rytwian                   |         |      | 1472 – 1477                         | 1414 – 14 stycznia 1478                                              |
| Kazimierz IV Jagiellończyk                                           | 12 | Jan Rytwiański                        |         |      | 1477 – 1478                         | 1422 – 1478/1479                                                     |
| Kazimierz IV Jagiellończyk                                           | 13 | Jan Amor Iunior Tarnowski             |         |      | 29 września 1479 – 12 stycznia 1491 | 1420/1430, Tarnów – 5 lipca/5 listopada 1500, Tarnów                 |
| Kazimierz IV Jagiellończyk/ Jan I Olbracht                           | 14 | Spytek Jarosławski                    |         |      | 1491 – 1501                         | ok. 1436 – 1519                                                      |
| Jan I Olbracht/ Aleksander I Jagiellończyk                           | 15 | Piotr Kmita z Wiśnicza                |         |      | 1501 – 1505                         | 1422 – 1505                                                          |
| Aleksander I Jagiellończyk/ Zygmunt I Stary                          | 16 | Jan Feliks Szram Tarnowski            |         |      | 1505 – 1507                         | ok. 1450 – 1507                                                      |
| Zygmunt I Stary                                                      | 17 | Mikołaj Kamieniecki                   |         |      | 1507 – 1515                         | 1460, Odrzykoń – 15 kwietnia 1515, Kraków                            |
| Zygmunt I Stary                                                      | 18 | Krzysztof Szydłowiecki                |         |      | 1515 – 1527                         | 15 listopada 1466, Szydłowiec – 30 grudnia 1532, Kraków              |
| Zygmunt I Stary                                                      | 19 | Andrzej Tęczyński                     |         |      | 1527 – 1532                         | ok. 1480 – 2 stycznia 1536                                           |
| Zygmunt I Stary                                                      | 20 | Otto Chodecki                         |         |      | 1533 – 1534                         | przed 1474 – 12 marca 1534, Komarno                                  |
| Zygmunt I Stary                                                      | 21 | Jan Amor Tarnowski                    |         |      | 1534 – 1535                         | 1488, Tarnów – 16 maja 1561, Wiewiórka                               |
| Zygmunt I Stary/ Zygmunt II August                                   | 22 | Piotr Kmita Sobieński                 |         |      | 1536 – 1553                         | 1477 – 31 października 1553, Kraków                                  |
| Zygmunt II August                                                    | 23 | Mikołaj Herburt Odnowski              |         |      | 1553 – 1555                         | przełom XV i XVI w. – zm. 1555                                       |
| Zygmunt II August                                                    | 24 | Stanisław Gabriel Tęczyński           |         |      | 1555 – 1560                         | 27 marca 1514 – 5 grudnia 1561                                       |
| Zygmunt II August                                                    | 25 | Spytek Wawrzyniec Jordan              |         |      | 1561 – 1565                         | 1518 – 11 marca 1568, Mogilany                                       |
| Zygmunt II August                                                    | 26 | Stanisław Myszkowski                  |         |      | 1565 – 1570                         | zm. 1570                                                             |
| Zygmunt II August                                                    | 27 | Stanisław Barzi                       |         |      | 1570 – 9 listopada 1571             | 1530 – 9 listopada 1571 Kraków                                       |
| Zygmunt II August/ Henryk III Walezy                                 | 28 | Jan Firlej                            |         |      | 1572 – 1574                         | 1521, Dąbrowica – 1574, Kock                                         |
| Henryk III Walezy/ Stefan Batory                                     | 29 | Piotr Zborowski                       |         |      | 1574 – 1580                         | zm. 1580                                                             |
| Stefan Batory/ Zygmunt III Waza                                      | 30 | Andrzej Tęczyński                     |         |      | 1581 – 1588                         | ok. 1510 – 22 maja 1588, Warszawa                                    |
| Zygmunt III Waza                                                     | 31 | Mikołaj Firlej                        |         |      | 1589 – 1600                         | zm. 22 marca 1600                                                    |
| Zygmunt III Waza                                                     | 32 | Mikołaj Zebrzydowski                  |         |      | 1601 – 1620                         | 1553 – 17 czerwca 1620                                               |
| Zygmunt III Waza/ Władysław IV Waza                                  | 33 | Jan Magnus Tęczyński                  |         |      | 1620 – 17 lipca 1637                | 1579 Kraśnik – 17 lipca 1637                                         |
| Władysław IV Waza/ Jan II Kazimierz Waza                             | 34 | Stanisław Lubomirski                  |         |      | 1638 – 17 czerwca 1649              | 1583 – 17 czerwca 1649                                               |
| Jan II Kazimierz Waza                                                | 35 | Władysław Dominik Zasławski–Ostrogski |         |      | 1649 – 5 maja 1656                  | 1618 – 5 maja 1656                                                   |
| Jan II Kazimierz Waza                                                | 36 | Władysław Gonzaga Myszkowski          |         |      | 1656 – 1658                         | ok. 1593 – 7 czerwca 1658                                            |
| Jan II Kazimierz Waza                                                | 37 | Stanisław Rewera Potocki              |         |      | 1658 – 1667                         | ok. 1589 – 27 lutego 1667, Lwów                                      |
| Jan II Kazimierz Waza                                                | 38 | Michał Zebrzydowski                   |         |      | 1667                                | 19 sierpnia 1613, Lanckorona – 19 kwietnia 1667, Lanckorona          |
| Jan II Kazimierz Waza                                                | 39 | Jan Wielopolski                       |         |      | 1667 – 1668                         | ok. 1603 – 1668                                                      |
| Jan II Kazimierz Waza/ Michał Korybut Wiśniowiecki/ Jan III Sobieski | 40 | Aleksander Michał Lubomirski          |         |      | 1668 – 1677                         | 1614 – 8 grudnia 1677                                                |
| Jan III Sobieski                                                     | 41 | Jan Leszczyński                       |         |      | 1677 – 1678                         | 1603 – 1678                                                          |
| Jan III Sobieski                                                     | 42 | Dymitr Jerzy Wiśniowiecki             |         |      | 1678 – 1682                         | 19 grudnia 1631, Wiśniowiec – 28 lipca 1682, Lublin                  |
| Jan III Sobieski                                                     | 43 | Andrzej Potocki                       |         |      | 1682                                | zm. 2 września 1691, Stanisławów                                     |
| Jan III Sobieski/ August II Mocny                                    | 44 | Feliks (Szczęsny) Kazimierz Potocki   |         |      | 1683 – 15 maja 1702                 | 1630 – 15 maja 1702                                                  |
| August II Mocny                                                      | 45 | Hieronim Augustyn Lubomirski          |         |      | 1702                                | 20 stycznia 1647, Rzeszów – 20 kwietnia 1706, Rzeszów                |
| August II Mocny/ Stanisław Leszczyński                               | 46 | Marcin Kazimierz Kątski               |         |      | 1702 – 1706                         | 1636 – marzec/kwiecień 1710, Kamieniec Podolski                      |
| Stanisław Leszczyński                                                | 47 | Franciszek Lanckoroński               |         |      | 1706 – 1709                         | ok. 1645 – 1716                                                      |
| Stanisław Leszczyński/ August II Mocny                               | 48 | Janusz Antoni Wiśniowiecki            |         |      | 1709 – 1726                         | 14 czerwca 1648, Lwów – 16 stycznia 1741, Lwów                       |
| August II Mocny                                                      | 49 | Jerzy Dominik Lubomirski              |         |      | 1726 – 27 lipca 1727                | ok. 1655 – 27 lipca 1727, Janowiec                                   |
| August II Mocny                                                      | 50 | Franciszek Wielopolski                |         |      | 1728 – 8 kwietnia 1732              | ok. 1665 – 8 kwietnia 1732, Kraków                                   |
| August II Mocny/ Stanisław Leszczyński/ August III Sas               | 51 | Teodor Józef Lubomirski               |         |      | 1732 – 6 lutego 1745                | 1683 – 6 lutego 1745, Ujazdów                                        |
| August III Sas                                                       | 52 | Jan Klemens Branicki                  |         |      | 1746 – 1762                         | 21 września 1689, Tykocin/Białystok – 9 października 1771, Białystok |
| August III Sas/ Stanisław August Poniatowski                         | 53 | Wacław Piotr Rzewuski                 |         |      | 1762 – 1778                         | 29 października 1706, Rozdół – 27 października 1779, Sielec          |
| Stanisław August Poniatowski                                         | 54 | Antoni Lubomirski                     |         |      | 1778 – 1779                         | 1718 – 8 marca 1782                                                  |
| Stanisław August Poniatowski                                         | 55 | Stanisław Kostka Dembiński            |         |      | 1779 – 11 grudnia 1781              | 20 grudnia 1708, Kosocice – 11 grudnia 1781, Kotlice                 |
| Stanisław August Poniatowski                                         | 56 | Piotr Małachowski                     |         |      | 1782 – 1795                         | 1730 – 1799                                                          |